# モンスターズ・インク・ラフフロアー
モンスターズ・インク・ラフフロアー（Monsters, Inc. Laugh Floor）はウォルト・ディズニー・ワールド・リゾート内マジック・キングダムにあるアトラクション。

## 概要
モンスターズ・インク・ラフフロアー（Monsters, Inc. Laugh Floor）はCGで再現されたモンスターズ・インクのキャラクター、マイク・ワゾウスキ（以下、マイク）やモンスター達とゲストが会話をしながら楽しむ参加型ショーのアトラクション。
アトラクション内は正面に巨大なスクリーンが一つと左右に一枚ずつ小さめのスクリーンが設置されている。正面のスクリーンはステージ風になっていて、ゲストから見て左側のスクリーンにはロズとゲストが映り、右側のスクリーンにはモンスターの紹介を行うマイクが映る。
ショーは、スクリーンに出ているアトラクションオリジナルキャラクターのモンスターによって進められる。モンスターの声は、ゲストからは見えない位置にいる声役のキャストによって発せられ、その声に合わせてCGのモンスターが動くようになっている。CGは映画版と同等のクオリティで構成されている上、声の発音に合わせてコンピューターが声を認識、かつ瞬時に適切な口の動きをするようになっており、ゲストは実際にモンスターと会話をしているような体験をすることができる。モンスター役のキャストはゲスト全体が見渡せる位置におり（もしくは遠隔で見えるようになっており）、質問をするゲストの身振り手振りや服装などについても言及することがある。
このような内容のアトラクションであるため、ショーの内容は毎回異なり、ショーが面白いか否かは、マイクの声を担当するキャストの話術と司会役のキャストの進行の技量によるところが大きい。ただ、アトラクションの設定がゲストの笑いを集めるというものなので、英語がわかれば面白いと思われる。
なお、このアトラクションの基本構造をそのままにキャラクターや設定を変えたアトラクションとして「スティッチ・エンカウンター」や「タートル・トーク」がある。

## 施設紹介・ストーリー

### マジック・キングダム
| モンスターズ・インク・ラフフロアー Monsters, Inc. Laugh Floor | モンスターズ・インク・ラフフロアー Monsters, Inc. Laugh Floor | モンスターズ・インク・ラフフロアー Monsters, Inc. Laugh Floor | モンスターズ・インク・ラフフロアー Monsters, Inc. Laugh Floor |
| ------------------------------------------------------------- | ------------------------------------------------------------- | ------------------------------------------------------------- | ------------------------------------------------------------- |
| オープン日                                                    | オープン日                                                    | 2007年4月2日                                                  | 2007年4月2日                                                  |
| スポンサー                                                    | スポンサー                                                    | なし                                                          | なし                                                          |
| 所要時間                                                      | 所要時間                                                      | 約15分                                                        | 約15分                                                        |
| 利用制限                                                      |                                                               | なし                                                          | なし                                                          |
| ファストパス                                                  | ファストパス                                                  |                                                               | ○                                                             |
| シングルライダー                                              | シングルライダー                                              |                                                               | 対象外                                                        |

アトラクションの設定は映画の後で、モンスター達がコメディークラブを開催。マイクや他のモンスター達が、ゲストから笑いを集めるというもの。ショー中に、スポットライトを当てられスクリーンに映されたゲストは、モンスターたに質問等されたりし、リアルタイムで参加できる。

## Trivia
- Qラインにある“月間業績ナンバーワン社員”の写真は、映画の設定の後になっているのでNo.1怖がらせ屋のサリーではなく、マイクや他のモンスターになっている。
- さまざまな笑わせ屋のモンスターたちが舞台に出てくるが、オリジナルキャラクターとしてマイクの兄妹が出てくる。